# 11e brigade d'infanterie (États-Unis)
La 11e brigade d'infanterie est une unité de l'armée américaine active de 1917 à 1921 pour la Première Guerre mondiale et de 1967 à 1971 pour la guerre du Viêt Nam.
La brigade est connue pour sa responsabilité dans le massacre de Mỹ Lai en 1968.